# Overman King Gainer
Overman King Gainer (OVERMANキングゲイナー Ōbāman Kingu Geinā) một bộ anime chiếu trên TV được sản xuất bởi Sunrise. Phim được đạo diễn bởi nhà làm phim hoạt hình lâu năm Yoshiyuki Tomino, người tạo ra dòng phim Gundam, kịch bản viết bởi Ichirō Ōkouchi và Yoshihiro Nakamura, Kinu Nishimura, Ken'ichi Yoshida giữ vai trò thiết kế nhân vật. Bộ phim bắt đầu chiếu vào ngày 7 tháng 9 năm 2002 tới ngày 22 tháng 3 năm 2003 trên kênh WOWOW của Nhật Bản và có tổng cộng 26 tập.

## Nội dung
Nội dung của Overman King Gainer được dựa trên một phần của tiểu thuyết dài tập La Compagnie des glaces do nhà văn người Pháp Georges-Jean Arnaud sáng tác. Sau một thảm họa môi trường lớn, phần lớn cư dân trên trái đất di chuyển vào sống trong những thành phố dưới mái vòm có tên là Domepolis, nơi này được cai trị bởi một tổ chức có tên là "London IMA" (International Management Authority) và lực lượng cảnh sát ở đây có tên là "Saint Regan". Bên cạnh đó thì Domepoli được duy trì và nhận được sự hỗ trợ từ các công ty tư nhân như "Công ty đường sắt Siberi". Nhiều năm trôi qua sau thảm họa đó, rất nhiều người tin rằng môi trường của trái đất ngoài kia đã hồi phục và con người có thể bắt đầu rời Domepoli ra ngoài đó sinh sống. Và như thế, có rất nhiều cư dân tại Domepoli đã bắt đầu các cuộc Di cư rời khỏi các thành phố và quay trở về quê cha đất tổ. Tuy nhiên thì điều này lại không hợp ý với London IMA hay các công ty tư nhân sống nhờ vào các hoạt động thương mại giữa các Domepoli, việc giảm dân số không chỉ ảnh hưởng tới doanh thu thuế và thương mại, mà nếu các cuộc Di cư thành công thì mọi người không cần phải dựa vào London IMA hay các công ty tư nhân để sống nữa. Họ phản đối mạnh mẽ bất cứ cuộc Di cư nào, tuyên truyền về các tác động xấu mà các cuộc Di Cư sẽ gây ra cho môi trường của Trái Đất và sử dụng quân đội để ngăn chặn mọi cuộc Di cư.
Câu truyện bắt đầu ở một Domepolis tại Siberia, một thiếu niên tên Gainer Sanga là nhà vô địch trong một trò chơi trơi điện tử. Gainer đã bị một nữ cảnh sát tên Adette Kistler thuộc Đường sắt Siberia bắt giữ do tình nghi là một trong các thành viên của cuộc Di cư. Thực tế là Gainer không phải thật, nhưng bạn cậu là Sara Kodama và Bello Korissha cùng với giáo trường của họ Mamado Azaf là thành viên của nhóm Gauli, một lực lượng dân quân của nhóm Di cư tại khu vực của họ. Cùng lúc đó thì một Chuyên gia và là điều phối viên của các cuộc Di cư tên Gain Bijou đã tự để Đường sắt Siberi bắt, kế hoạch của Gain là đột nhập vào thành phố để đánh cắp "Overman", một con robot sinh học khổng lồ và dùng nó để bảo cho cuộc Di cư.
Gain bị giam chung phòng với Gainer, khi Gain định vượt ngục thì chỉ có mình Gainer có ý định trốn đi cùng. Hai người đột nhập vòa lâu đài của Duke Medaiyu đánh cắp Overman trong bảo tàng sưu tập bí mật của Duke. Gainer cái tên mà mình đặt khi chơi game là "King Gainer" để đăng nhập vào con robot này. Gainer trở thành người điều khiển của Overman, cậu và Gain Công chúa Anna, con gái của Duke. Cô bé này hỗ trợ cho các cuộc Di cư, Anna muốn nhìn thấy thế giới bên ngoài và được gặp gặp nhiều người hơn nữa. Bằng cách trá hình dưới một lễ hội thường niên có sự góp mặt của ca sĩ cũng là đồng chỉ huy của Di cư, Meeya Laujin, nhóm Di Cư bắt đầu kế hoach của họ: là hỗ trợ càng nhiều người di cư từ Domepolis càng tốt, sử dụng các cỗ máy có tên là Silhouette Mammoths và đưa họ đi với tốc độ 3000 km vượt qua đài quyên Siberi để tới quê hương của họ là "Yapan". Trước cuộc Di cư này, thì người đứng đầu của lực lượng cảnh sát thuộc Đường sắt Siberia, Yassaba Jin đã huy động toàn bộ lực lượng để ngăn họ lại. Những cản ngại khác với cuộc Di cư là Jaboli Mariela, Kejinan Datto, Enge Gam - ba cấp của Kistler và Jin, chủ tịch Đường sắt Siberia Kids Munt, Asuham Boone and Zakki Bronco thuộc lực lượng cảnh sát Saint Regan, hai người điều khiển Overman khác là Cynthia Lane và Kashmir Valle.

## Các nhân vật

### Yapan Exodus
Gainer Sanga
- Lồng tiếng bởi: Hirofumi Nojima

Gainer nhân vật chính của bộ phim. Cậu thường trốn học không đến trường và là một nhà vô địch game online trước khi gặp Gain Bijou, một chuyên gia của các cuộc Di cư bị bắt bởi lực lượng Đường sắt Siberia. Gainer từng chống lại các người Di cư tới Yapan, nhưng sau một loạt sự trùng hơp và sự liên hệ của cậu với Gain và Sara, Gainer tìm thấy nơi mình thuộc về và chiến đầu cho họ. Cậu là pilots Overman có tên là 'King Gainer'.
Sara Kodama
- Lồng tiếng bởi: Ai Kobayashi

Sara Kodama một học sinh gương mẫu và thành viên của Đội Gauli, một lực lượng dân quân hỗ trợ cho cuộc Di cư tới Yapan.
Gain Bijou
- Lồng tiếng bởi: Otoya Kawano

Công chúa Ana Medaiyu
- Lồng tiếng bởi: Noriko Kito

Lioubov Smettana
- Lồng tiếng bởi: Ai Futamura

Adette Kistler
- Lồng tiếng bởi: Marika Hayashi

Bello Korossha
- Lồng tiếng bởi: Shusaku Otake

Meeya Laujin
- Lồng tiếng bởi: Yumiko Nakanishi

Mamado Azaf
- Lồng tiếng bởi: Rintaro Nishi

Hughes Gauli
- Lồng tiếng bởi: Toru Kusano

Cona Madaya
- Lồng tiếng bởi: Mayumi Honda

Nann
- Lồng tiếng bởi: Jun Irie

Toun
- Lồng tiếng bởi: Yohei Obayashi

Elizabeth
- Lồng tiếng bởi: Tomoko Hayashi

#### Năm nhà thông thái
Gach Wige
- Lồng tiếng bởi: Kazuhiko Kishino

Citran Vie
- Lồng tiếng bởi: Naoki Shirakami

Manman Douton
- Lồng tiếng bởi: Mugihito

Pelhar Pey
- Lồng tiếng bởi: Hiroaki Harakawa

### Wulgusk Domepolis
Duke Medaiyu
- Lồng tiếng bởi: Harumi Munechika

### Siberian Railroad Authority
Cynthia Lane
- Lồng tiếng bởi: Rena Mizuki

Yassaba Jin
- Lồng tiếng bởi: Hisao Egawa

Kashmir Valle
- Lồng tiếng bởi: Keiji Fujiwara

Jaboli Mariela
- Lồng tiếng bởi: Maki Tamura

Kejinan Datto
- Lồng tiếng bởi: Hiroshi Kitazawa

Kids Munt
- Lồng tiếng bởi: Seiji Sasaki

Enge Gam
- Lồng tiếng bởi: Tsuyoshi Koyama

Ariel Nielson
- Lồng tiếng bởi: Hiroshi Takahashi

### London IMA
Asuham Boone
- Lồng tiếng bởi: Takehito Koyasu

Zakki Bronco
- Voiced by: Takashi Nakamura

### Các nhân vật khác
Karin Boone
- Voiced by: Fumiko Orikasa

Karin là chị của Asuham và là người yêu cũ của Gain. Hai người có với nhau một đứa con gái, tuy nhiên thì cô không còn tình cảm với Gain nữa và chỉ xuất hiện để giải cứu  Asuham.
Martina Lane
- Voiced by: Toshiko Sawada

## Xuất hiện trong Game
Overman King Gainer góp mặt trong game Another Century's Episode 3 trên hệ máy PlayStation 2 và Another Century's Episode R trên hệ máy PlayStation 3. Bộ phim cũng góp mặt trong dòng game Super Robot Wars ở bản Super Robot Wars Z và bản Super Robot Wars K trên hệ máy Nintendo DS.